# Oliarus swezeyi
Oliarus swezeyi är en insektsart som beskrevs av Giffard 1925. Oliarus swezeyi ingår i släktet Oliarus och familjen kilstritar. Inga underarter finns listade i Catalogue of Life.